# Steel Vengeance
Steel Vengeance in Cedar Point (Sandusky, Ohio, USA) ist eine Stahlachterbahn des Herstellers Rocky Mountain Construction, die am 5. Mai 2018 eröffnet wurde. Sie nutzt teilweise die Stützen der Mean Streak, die vorher an derselben Stelle stand.
Die 1749,6 m lange Strecke erreicht eine Höhe von 62,5 m und besitzt eine 61 m hohe erste Abfahrt von 90°. Auf der Strecke wurden insgesamt vier Inversionen verbaut: eine Zero-g-Stall sowie drei Zero-g-Rolls.

## Züge
Steel Vengeance besitzt drei Züge mit jeweils sechs Wagen. In jedem Wagen können vier Personen (zwei Reihen à zwei Personen) Platz nehmen.

## Weltrekorde
Zum Zeitpunkt ihrer Eröffnung verfügte Steel Vengeance über zehn Weltrekorde:
- Die höchste Hybrid-Achterbahn mit einer Höhe von 62,5 m.
- Die schnellste Hybrid-Achterbahn mit einer Höchstgeschwindigkeit von 119,1 km/h.
- Die steilste erste Abfahrt bei einer Hybrid-Achterbahn mit einem Gefälle von 90°.
- Die längste erste Abfahrt bei einer Hybrid-Achterbahn mit einer Länge von 61 m.
- Die längste Hybrid-Achterbahn mit einer Länge von 1749,6 m.
- Die meisten Inversionen bei einer Hybrid-Achterbahn mit der Anzahl von 4.
- Der schnellste Airtime-Hügel mit einer Geschwindigkeit von 119,1 km/h.
- Die längste Airtime bei einer Hybrid-Achterbahn mit einer Dauer von 27,2 s.
- Die längste Airtime generell bei einer Achterbahn mit einer Dauer von 27,2 s.
- Die erste Hyper-Hybrid-Achterbahn.